# فرانك غاردنر مور
فرانك غاردنر مور (بالإنجليزية: Frank Gardner Moore)‏ هو عالم لغوي كلاسيكي وصحفي أمريكي، ولد في 25 سبتمبر 1865 في وست تشستر ‏ في الولايات المتحدة، وتوفي في 18 نوفمبر 1955 في كليفلاند في الولايات المتحدة.